# 3840 유격대
《3840 유격대》는 MBC에서 1983년 8월 5일부터 1984년 10월 15일까지 방영된 반공 드라마이다.
시대적 배경은 한국전쟁이며 이철근 대위가 이끄는 특수부대가 북위 38도선과 북위 40도선을 넘나들며 조선인민군과 전투를 치르는 내용이다.

## 등장 인물
- 김희라 - 유격대장 이철근 역
- 박영태 - 김성도 역
- 강인덕 - 박찬억 역
- 임영규 - 홍기형 역
- 이승현 - 임종기 역
- 이영후 - 후임 유격대장 역
- 이덕화 - 북한군 정치지도원 역
- 정승현
- 이무정
- 최윤석
- 김추련
- 한영숙
- 이금복
- 임정하
- 변희봉
- 조명남
- 고두심
- 정대홍
- 나영희
- 이기선
- 최명길
- 정애리
- 조한려
- 정은숙
- 김용선
- 홍진희
- 김청
- 이수나
- 김영란
- 이미지
- 송옥숙
- 박원숙
- 김수미
- 홍순창
- 박은수
- 한영수
- 현석
- 김용건
- 한인수
- 양택조
- 장혁
- 송기윤
- 이계인
- 송경철
- 전인택
- 이창환
- 홍민우
- 김영두
- 신명철
- 차윤회
- 홍중기
- 김두삼
- 홍성민
- 한무
- 박상조
- 임채무
- 임현식
- 한태일
- 전운
- 최종원
- 최봉
- 백인철
- 신충식
- 박종관
- 김호영
- 박윤배
- 나성균
- 박종설
- 최상훈
- 김웅철
- 신국
- 박경순
- 김주영
- 윤다훈
- 김기일
- 임문수
- 최병학
- 정진
- 문회원
- 김기현
- 김찬구
- 정한헌
- 오승명
- 김동현
- 김성찬
- 윤석오
- 남영진
- 국정환
- 박영지
- 이도련
- 심양홍
- 정성모
- 맹상훈
- 정태섭
- 김홍석
- 박찬환
- 김성일
- 홍성선
- 차재홍
- 오현섭
- 김광배
- 문시경
- 사상기
- 한창호
- 유판웅
- 이원용
- 이원재
- 조형기
- 정선일
- 고영준
- 전희룡
- 문창근
- 송영웅
- 천호진
- 윤철형
- 김도연
- 김주승
- 이은철
- 이영범
- 문용민
- 이희도
- 이정훈
- 우봉식
- 김동수
- 강상구
- 김흥수
- 전신희